# ReeSya
ReeSya（リーシャ、2月27日 - ）は、日本の女優、歌手、ラジオパーソナリティである。福島県郡山市出身、本名長本 梨沙（ながもと りさ）。

## 来歴
- 2010年10月、社会派お笑いユニット「杉崎監督.com」（すぎさきかんとくドットコム）で芸能活動を開始。
- 2010年12月、FMヨコハマ「MIDNIGHT SHELTER」で初のラジオパーソナリティーを務める。
- 2011年2月に『Sister』、『Sister,Revolution』でシンガーデビュー。

## 出演番組
- YOKOHAMA SYA ⇔ REE（FMヨコハマ、2013年4月 - ）
- 杉崎智介のラジオ夜話（FM-FUJI、2019年9月 - ）

### 過去に出演したラジオ番組
- MIDNIGHT SHELTER（FMヨコハマ、2010年12月 - 2011年6月）
- 杉崎智介のマンデーキネマ（SHIBUYA-FM、2011年2月 - 6月）
- 杉崎智介のTOKYO GOSSIP（中央エフエム、2011年3月 - 5月）
- 杉崎智介アワー（FM-FUJI、2011年6月 - 11月）
- Rendez-vous chez ReeSya ～ReeSyaの午後のおしゃべり～（Inter FM、2011年7月 - 2012年1月）
- ミッドナイト劇場〜てのひらドラマ（TOKYO FM、2011年6月 - 2012年8月ほか）
- RUN（FMヨコハマ、2011年7月 - 2012年3月）
- 杉崎智介劇場（FM-FUJI、2011年9月 - 2012年6月）
- 杉崎智介の泣ける歴史ドラマ（ラジオ日本、2011年11月 - 2012年1月）
- Reesyaの早起きラジオ（FM-FUJI、2012年7月 - 9月）
- 杉崎智介ミステリー～真夜中のギャラリー（ラジオ日本、2012年2月 - 4月）
- ミッドナイト劇場-The Calendar Bar-（TOKYO FM、2012年10月 - 12月）
- One O'Clock Blues（Inter FM、2012年10月 - 2013年3月）
- 杉崎智介の朝ドラ（FM-FUJI、2012年10月 - 2013年6月）
- 杉崎智介のラジドラ！（FM-FUJI、2013年9月 - 12月）
- 杉崎智介の受験カフェ（FM-FUJI、2014年1月 - 5月）
- 杉崎智介カフェ（FM-FUJI、2014年6月 - 2015年9月）
- 杉崎智介ラジオ（FM-FUJI、2015年10月 - 2016年6月）
- 杉崎智介流（FM-FUJI、2015年10月 - 2016年9月）
- 杉崎智介のガラッパチ受験サロン（ニッポン放送、2016年9月 - 2017年9月）
- 杉崎智介の朝までラジオ（FM-FUJI、2016年10月 - 12月）
- 杉崎智介の美術倶楽部（FM-FUJI、2017年10月 - 2018年10月）
- 杉崎智介の科学倶楽部（FM-FUJI、2018年11月 - 2019年4月）
- 杉崎智介の朝の毒（FM-FUJI、2019年5月 - 8月）
- 杉崎智介の気弱な深夜Radio（FM-FUJI、2011年11月 - 2016年9月、2018年1月 - 2019年8月）

### 過去に出演したテレビ番組
- le Salon〜杉崎智介美術ミステリードラマ（tvk、TOKYO MX、テレビ山梨）
- ReeSyaのシネマ缶（テレビ山梨）

## 主な楽曲
- Sister
- Sister Revolution
- Ultimate
- Love is...
- Doting
- アサガオ （ヒットチャート最高位第2位、Billboard Japan 第49位）
- トキヲカゾエテ （ヒットチャート最高位第10位、Billboard Japan第32位）
- Father （ヒットチャート最高位第2位、Billboard Japan第11位）
- 私の夢の中で、あなたは汽車の乗る
- 天地空破
- きっと辿り着ける